# هریبرت بروخهاگن
هریبرت بروخهاگن (انگلیسی: Heribert Bruchhagen؛ زادهٔ ۴ سپتامبر ۱۹۴۸) بازیکن فوتبال اهل آلمان است.
از باشگاه‌هایی که در آن بازی کرده‌است می‌توان به باشگاه فوتبال آینتراخت فرانکفورت اشاره کرد.